# مددکاری اجتماعی

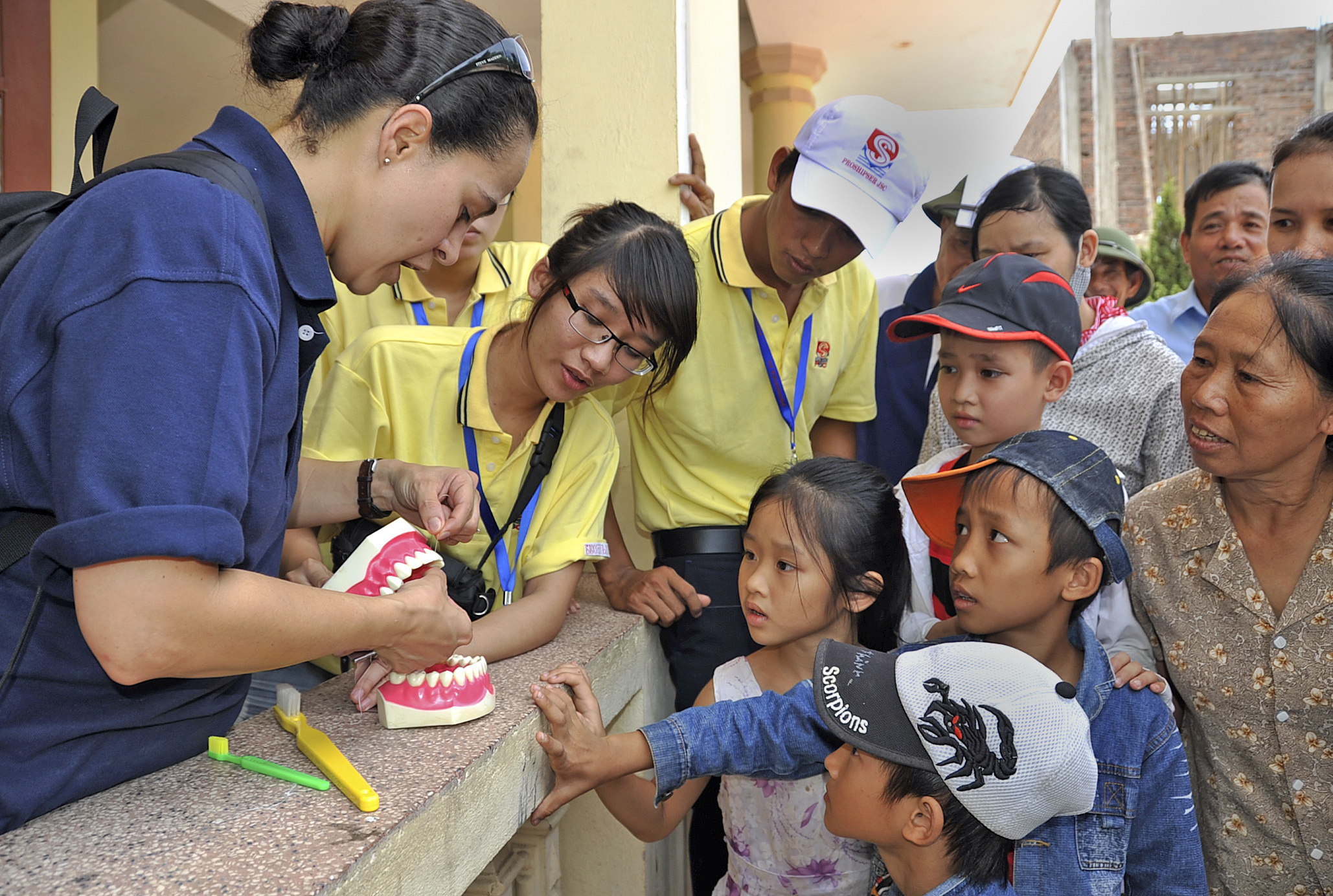
مددکاری اجتماعی

مددکاری اجتماعی حرفه‌ای، مبتنی بر علم، هنر، مهارت و هدف تعریف می‌شود که در آن مددکار اجتماعی کمک می‌کند که مددجو (یک فرد یا گروه اجتماعی یا جامعه) مشکل خود را شناخته و به توانایی‌های خود پی ببرد و با استفاده از منابع و امکانات موجود در جهت حل مشکل خود بر آید. در واقع مددکاری اجتماعی عبارت از مجموعه‌ای متشکل از تدابیر و روان‌شناسی مشاوره و فعالیت‌های حرفه‌ای است که در قالب نهادها، سازمان‌ها و موسسات رفاهی توانبخشی، اجتماعی، فرهنگی و تربیتی عرضه می‌شود تا با ایجاد تغییر و دگرگونی مناسب در شرایط مادی و معنوی افراد و قشرها جامعه زمینه بهزیستی رشد و تعالی آن‌ها را فراهم آورد.
افرادی که دوره کارشناسی مددکاری اجتماعی را بگذرانند قادر خواهند بود با بهره‌گیری از فعالیت‌های حرفه‌ای- تخصصی در سه زمینه مددکاری فردی، مددکاری جامعه‌ای و مددکاری گروهی، خدمات خود را به جامعه عرضه نمایند.
مددکاری اجتماعی یک رشته دانشگاهی است، رشته مددکاری اجتماعی در ایران در سه مقطع، کارشناسی، کارشناسی ارشد و دکتری و در دانشگاه‌های وزارت علوم (دانشگاه علامه طباطبایی در مقاطع کارشناسی -کارشناسی ارشد و دکترا، دانشگاه یزد در مقاطع کارشناسی و کارشناسی ارشد،دانشگاه خوارزمی در مقطع کارشناسی دانشگاه آزاد اسلامی و دانشگاه جامع علمی کاربردی، دانشگاه پیام نور فقط در مقطع کارشناسی) و دانشگاه‌های وزارت بهداشت درمان آموزش پزشکی (دانشگاه علوم توانبخشی و سلامت اجتماعی و دانشگاه علوم پزشکی اصفهان) تدریس می‌شود. پذیرش در این رشته در دانشگاه‌های دولتی از طریق برگزاری آزمون کنکور می‌باشد.
مادر و مؤسس این رشته در ایران خانم ستاره فرمانفرمائیان (۱۳۰۰ش. ۱۳۹۱ش) است.
در حال حاضر با توجه به تغییر سبک زندگی و افزایش آسیب‌های اجتماعی، نیاز به مددکاری خصوصا مددکاری اجتماعی احساس می‌شود و زنان در این زمینه نقش به سزایی داشتند به طوری که بیشتر از ۷۰ درصد مشاوران مددکاری اجتماعی را زنان تشکیل می‌دهند و فعالیت‌های مختلفی نیز در این زمینه انجام می‌دهند.

## تعریف جهانی مددکاری اجتماعی
تعریف زیر در نشست عمومی IFSW (فدراسیون بین‌المللی مددکاری اجتماعی) و مجمع عمومی IASSW (انجمن بین‌المللی مدارس مددکاری اجتماعی) در ژوئیه سال ۲۰۱۴ به تصویب رسید.
“مددکاری اجتماعی یک حرفه کاربردی و رشته تحصیلی دانشگاهی است که توسعه و تغییر اجتماعی، انسجام اجتماعی و توانمندسازی و آزادسازی افراد را تسهیل می‌کند. اصول عدالت اجتماعی، حقوق بشر، مسئولیت جمعی و احترام به تفاوت‌ها (diversities) در مددکاری اجتماعی اساسی‌اند. مددکاری اجتماعی، با تکیه بر علوم اجتماعی، علوم انسانی و دانش بومی، افراد و ساختارها را در مقابله با چالش‌های زندگی و ارتقاء رفاه و بهزیستی درگیر می‌کند.

## مدیریت مورد در مددکاری اجتماعی
مدیریت مورد : فرایندی است که دربردارنده برنامه‌ریزی، جستجو، حمایت و نظارت بر خدمات از سوی سازمانهای مختلف اجتماعی یا سازمانهای مراقبتهای بهداشتی- درمانی به نمایندگی از مددجویان است. این فرایند مددکاران اجتماعی را قادر می‌سازد در یک سازمان یا سازمانهای مختلف، به منظور هماهنگ‌کردن تلاشهای خود برای ارائه خدمات به مددجو از طریق کار تیمی حرفه ای، گستره وسیعی از خدمات مورد نیاز را ارائه دهند. مدیریت مورد، افزایش مشکلات را از طریق تقسیم خدمات، گردش مالی و هماهنگی کافی میان ارائه دهندگان خدمات، محدود می‌سازد. مدیریت مورد می‌تواند در یک سازمان بزرگ، در یک برنامه اجتماعی که خدمات را هماهنگ می‌سازد یا در خانواده صورت گیرد.
توجه به سیستمهای زیر در مدیریت مورد در مددکاری اجتماعی حائز اهمیت است:
- مددجو و سیستم مددجو:

اصطلاح مددجو به شخص یا خانواده ای گفته می‌شود که دریافت‌کننده خدمات مدیریت مورد است؛ به عبارت دیگر، تمرکز اصلی مدیریت مورد بر اهداف، نیازها و نقاط قوت مددجو و سیستم مددجو است. اصطلاح مددجو اغلب به یک فرداشاره دارد اما گاه خانواده را نیز در برمی گیرد. هر سازمانی مددجو را به گونه ای تعریف می‌کند و معمولاً منابع مالی در این تعریف نقش تعیین‌کننده دارد. در برخی از مُدلهای مدیریت مورد، ممکن است افراد ذینفع، مصرف‌کننده، بیمار یا اصطلاحات دیگر به جای مددجو به کار رود. سیستم مددجو هم شامل مددجو و هم اعضایی است که در شبکه حمایتی مددجو (اعضای خانواده، دوستان، اجتماع مذهبی یا ارائه دهندگان خدمات) قرار دارند.
- خانواده و سیستم خانواده

اصطلاح خانواده توسط هر فردی به گونه ای متفاوت تعریف می‌شود و ممکن است شامل خانواده مبدأ، همسران یا شرکای جنسی، فرزندان، خانواده گسترده، دوستان یا دیگر افرادی که از مددجو حمایت می‌کنند، باشد. خانواده‌ها ممکن است از یکدیگر در زمینه‌های مختلف عاطفی، مالی، درمانی، جسمانی، روانی، اجتماعی و معنوی حمایت کنند. آنها همچنین ممکن است در رابطه با تصمیم‌گیری در مورد مراقبتهای بهداشتی، ارائه خدمات، امور مالی یا حقوقی برنامه‌ریزی کنند. چنین حمایتهایی که افراد و خانواده‌ها ممکن است به عنوان مراقبت شناسایی نمایند و احتمال دارد به صورت پاره وقت یا تمام وقت، از فاصله نزدیک یا دور به مددجو ارائه شود در مدیریت مورد مورد توجه قرار می‌گیرد. علاوه بر این برخی از اعضای خانواده ممکن است برای خدمات مراقبت از خرید برنامه‌هایی که تحت کنترل و هدایت مصرف‌کنندگان است، استفاده کنند. سیستم خانواده شامل مددجو و خانواده است. با این حال، این سیستم شامل افرادی که رابطه آنها بر حسب رابطه مالی یا حرفه ای شکل می‌گیرد، نیست؛ از طرفی این افراد (متخصصان مراقبت‌های بهداشتی، کارکنان مراقبت از خانه، وکلا، سرپرستان، مدیران و سایر ارائه دهندگان خدمات) از جمله بخشهای مهم سیستم مددجو به‌شمار می‌آیند.
- فرهنگ

فرهنگ (Culture) بر ارزشها، ادراکات و اهداف مددکار اجتماعی و مددجو در مدیریت مورد تأثیر می‌گذارد. شناخت فرهنگ ممکن است منوط به نژاد (انسان)، قومیت و ملیت باشد اما محدود به آن نیست؛ و موارد گسترده‌تری از جمله مهاجرت، طبقه اجتماعی و اقتصادی، سن، جنسیت، هویت جنسی، گرایش جنسی، وضعیت خانوادگی، معنوی، مذهبی، اعتقادات سیاسی، توانایی جسمانی، روانی و شناختی؛ دانش و سلامت باشد.
- سلامت و مراقبتهای بهداشتی

سازمان بهداشت جهانی (۱۹۴۶–۲۰۱۱) سلامت را چنین تعریف کرده‌است: حالت کامل رفاه فیزیکی، روانی، اجتماعی و نه صرفاً فقدان بیماری یا ضعف. اصطلاح سلامت و مراقبتهای بهداشتی نه تنها به مراقبتهای جسمانی و پزشکی مربوط می‌شود بلکه سلامت روانی- اجتماعی (Psychosocial) و مراقبتهای رفتاری را نیز دربردارد.

## خودآگاهی در مددکاری اجتماعی
در مددکاری اجتماعی همیشه به خودآگاهی تأکید شده‌است و این به دلیل نقش ویژه و حساسی است که مددکاری اجتماعی در کار با افرادِ دارای مشکلات سخت و ویژه دارد. یک عنصر مهم در خودآگاهی این است که ما به عنوان مددکار اجتماعی نظام باورهای خود را بشناسیم، اینکه ما زندگی را چگونه می‌بینیم، چقدر بدبین یا خوش بین به زندگی هستیم. نوع باورهای ما متأثر از دوران کودکی و نوجوانی است، اگر ما در محیطی تنش‌زا و پراضطراب رشد کرده‌ایم این مهم ممکن است در تعریف ما از زندگی تأثیرگذار باشد یا اگر در محیطی ایمن رشد پیدا کرده باشیم ممکن است زندگی را یک «هدیه» در نظر بگیریم. ما مددکاران اجتماعی در برخورد با مراجعان بخشی از فلسفه زندگی خود را به معرض نمایش می‌گذاریم.
برخی زندگی را به مثابه چالش، جنگ، ستیز و تنازع در نظر می‌گیرند یا به عنوان بار مسئولیتی که به آن‌ها اضافه شده اما برخی زندگی را خوب و به عنوان یک هدیه و ادامه‌دار در نظر می‌گیرند و مهم است ما به عنوان مددکار اجتماعی در چالش‌های خودآگاهی تعریف خود را از زندگی به دست آوریم و اینکه زندگی را چگونه تصویر می‌کنیم.

## کارزار رسانه ای مددکاران اجتماعی ایران
مددکاران اجتماعی ایران طی سالهای ۹۳ الی ۹۶ چندین کارزار تبلیغاتی رسانه ای را به انجام رساندند. اولین کارزار رسانه ای مددکاران اجتماعی در سال 1393 به مناسبت ماه مارس - ماه جهانی مددکاری اجتماعی سال ۲۰۱۵ و با محوریت شعارهای مندرج در پوستر سال فدراسیون جهانی مددکاری اجتماعی صورت پذیرفت.

## روز جهانی مددکاری اجتماعی سال ۲۰۱۵
روز جهانی مددکاری اجتماعی سال ۲۰۱۵ در تاریخ ۱۷ مارس برگزار شد. موضوع ”ترفیع شأن و ارزش انسان هاً مربوط به ستون دوم برنامه جهانی مددکاری اجتماعی و توسعه اجتماعی است. این موضوع دستور کار مشترک فدراسیون بین‌المللی مددکاران اجتماعی، انجمن بین‌المللی مدارس مددکاری اجتماعی و شورای بین‌المللی رفاه اجتماعی است. این سه سازمان متعهد به همکاری با یکدیگر برای تأثیر گذاری بر سیاست‌های بین‌المللی، منطقه ای و محلی، اقدامات دولت و برجسته کردن ارزش و مشارکت اجتماعی مددکاران در سرتاسر جهان هستند.
شعار سال فدراسیون بین‌المللی مددکاران اجتماعی در سال 2015 عبارت بودند از:
- آزادسازی صداهای سرکوب شده
- مددکاران اجتماعی در پی شأن و مقام انسانها
- جوامع با حرمت؛ آینده پایدار
- احترام به عقاید؛ ارزشمند شمردن تفاوتها
- حمایت از حقوق بشر برای همگان

## کتابهای کارزارهای رسانه ای مددکاران اجتماعی ایران
کارزارهای رسانه ای انجام شده توسط مددکاران اجتماعی ایران با موضوعات متنوعی بوده‌است که در قالب مجموعه یادداشتها و مقالات مددکاران اجتماعی، در چهار کتاب مختلف منتشر شده‌اند.